# Attalea tessmannii
Espèce
Statut de conservation UICN

 NT  : Quasi menacé
Attalea tessmannii est une espèce de plantes du genre Attalea de la famille des Arecaceae.